# ボールニシキヘビ
ボールニシキヘビ（学名：Python regius）は、ニシキヘビ科（ボア科とする説もあり）ニシキヘビ属に分類されるヘビ。別名ボールパイソン、ロイヤルパイソン。

## 分布
ウガンダ西部、ガーナ、カメルーン北部、ガンビア、ギニア、ギニアビサウ、コートジボワール、コンゴ共和国、コンゴ民主共和国、シエラレオネ、セネガル、スーダン南部、チャド南部、中央アフリカ共和国、トーゴ、ナイジェリア、ニジェール南部、ブルキナファソ、ベナン、マリ共和国南部、リベリア

## 形態（寸法と重量）
全長100-150センチメートル。最大全長200センチメートル。胴体背面の斜めに列になった鱗の数（体鱗列数）は53-63。総排出口までの腹面にある幅の広い鱗の数（腹板数）は191-207、総排出腔から後部の鱗の数（尾下板数）は28-47。上唇を被う鱗（上唇板）は10-12枚で、5-6枚目の上唇板が眼下部にあり眼と接することもある。赤外線感知器官（ピット器官）は4-5枚目の上唇板まである。胴体は太い。体色は黒や濃褐色で、褐色の斑紋が入る。種小名regiusは「華麗な、すばらしい」の意。
卵は長径7.2-8.7センチメートル、短径5.2-6.1センチメートル。
大人の個体は通常、頭胴長が 0.8 ～ 1.6 m 。重量は1〜2.8kg。ボールニシキヘビはニシキヘビ属の最小の代表。平均して雌は雄よりわずかに大きく重い。
トーゴでの調査で捕獲された成体の雌は、平均116.2 cm(頭から胴体までの長さ)、体重は平均1276g 。雄の平均体長は111.3cm、体重は平均1,182gだった。雌の最大長は170cm、最大体重は3224g 。雄の最大長は140cm で、体重は2,460g。この研究では、妊娠中の性成熟した雌は少なくともこの長さであるため、95cmの長さが雌のアダルトであると定義された。雄の場合、アダルト分類の基準として同じ体長が使用された。
ナイジェリアでの野外調査のために捕獲された雌の頭から体までの長さの平均は97.7 cmだったが、雄の平均はわずか82.7 cmだった。
ガーナでの研究では、性別間にサイズの違いは見られなかった。測定値は、雌は全長が83.9cmから 185.9cm平均で123.2cm。雄の体長は 99.9 cm から170.4 cmで、平均は125.2cmだった。

## 生態・行動
ボールニシキヘビは通常、夜行性または薄明薄暮性で、夕暮れから夜明けの夜間に活動する。この種は脅威にさらされるとボール状に丸くなることで、頭と首をとぐろの真ん中に隠す防御戦略で知られている。他の大多数のヘビに見られる防衛行動として、首だけを引っ込めてバネの様に瞬時に飛び出して咬みつく動作が挙げられるが、歯が比較的短いボールニシキヘビの防御行動はその代わりとして採用される。そのためこの種は人間にとって扱いやすく、ペットとしての人気に貢献している。
繁殖形態は卵生。主に11-翌2月に交尾を行う。1回に2-8個の卵を産む。卵は25-28℃の環境下で3か月、30℃以上の環境下では2か月で孵化する。生後3年（全長90センチメートル）で性成熟する。
野生のボールニシキヘビは哺乳類の巣穴やその他の地下の隠れ場所を好み、繁殖行動を行う。雄はより半樹上行動を示す傾向があり、雌は陸上行動に向かう傾向がある。
ボールニシキヘビは1日の 90% を隠れて過ごすが、そのほとんどはシロアリの塚やげっ歯類の巣穴である。飼育下の若い個体は登るのが好きで、年配のボールパイソンはほとんどが地上に生息している。
ナイジェリア南東部での研究では、全長 70 cm 未満の個体はほぼ専ら雛と巣立ちの鳥を食べ、体長 100 cm を超える個体はほぼ専ら哺乳類を食べていた。全体として、雄の食事は 70% が鳥類で構成され、残りは哺乳類で構成されていた。雌の場合、鳥の割合はわずか 33% だった。ただし、この違いは主に、雌の平均体格が大きいことに起因していた。捕獲された識別可能な鳥類の中ではハト(ハト科) が優勢であり、より識別可能な哺乳類の中では、縞模様の草ネズミ( Lemniscomys striatus ) 、アフリカのソフトラットに属するPraomys tullbergi 、およびその他の本物のネズミ(Muridae family)だった。この結果は、ボールニシキヘビの若い個体も、主に木の上で野生に生息し（樹上性）、一定の大きさになると地上で生活するようになることを示している。
ボールニシキヘビは、上記の通り1日の内90％が巣穴にいると観測されており、残り10％は樹上で捕食行動をとるため、「樹上性(Arboreal)」［ドイツ］または、成長に伴い樹上から地表に変えることから「半樹上性（semi-arboreal)」［英語圏］の行動種とされている。樹上が主な生活圏ではない事から「樹上棲(Tree dwelling)」ではない。また、日本固有種「アオダイショウ」も同方式分類により「樹上性(Arboreal)」とされている。
ボールニシキヘビは他樹上棲（ミドリニシキヘビ［green tree python］など）の蛇と異なり、歯が大きく発達していないため、大きな鳥類の羽を歯を貫通させ捕獲することは困難で、樹上の巣にいる鳥類の雛などを食べている。

## 人間との関係
ペットとして飼育される事も多く、日本にも輸入されている。小型で安価なことから、以前はニシキヘビ飼育の入門種と紹介されることもあった。しかし主に流通していたのが野生個体（WC/Wild Caught）で輸送状態が悪く、さらに本種の生態があまり知られていなかったことから餌付かずに命を落とす個体が多かった。
近年になり飼育下繁殖個体（CB/Captive Bred）も流通し、本種の生態への理解も進み、餌付いている個体であれば以前に比べ飼育は易しくなった。現在は野生個体、飼育下繁殖個体共に流通する。日本国内でも飼育下繁殖例は増加傾向にある。動物愛護法の改正により、2007年現在本種を飼育することに対しての特定動物飼育の許可の必要はない。
大きく場所を確保する必要がなく、比較的小柄、販売価格の安さから人気であり。世界でもフトアゴヒゲトカゲに次ぐ爬虫類の中では2番目に人気の種である。

## 飼育環境
ボールパイソンの生活環境を模し、狭く暗い環境で幸福を得るとされている。それらの理由として、広い飼育環境で飼育した際、拒食することがストレス反応として知られている。また、樹上行動時狂暴化する個体もいる。またそれ以外の場合、環境内に登り木、隠れ家等を設置しテラリウム環境で飼育することがある。高温を好むので、ケージ内は28-33℃くらいを保ち、 最も活性化するのは30-32℃といわれている。ホットスポットと言われる寒暖差を飼育環境内で作り、飼育ゲージ内に暖かい場所とそれに対し温度が低い場所（温度差約6度）を用意し飼育することが一般的である。
多頭飼育または繁殖工程において、一匹がもう一匹を押しつぶす行動で縄張り主張を行う事から、多頭飼育は良くないとされている。
2023年2月現在、日本では飼育環境の指定はなく、他国同様、とぐろを巻いた状態の3倍の長辺を持ち、1倍以上の短辺を有するゲージを使用。水入れを使用し、床材には、「ペットシーツ」または針葉樹チップ · 広葉樹チップ、蛇専用の細かく切られた「スネークチップ」または「ヤシガラ」を使用する。

## 文化・歴史
・ナイジェリア南東部のイボ族の伝統的な宗教で特に尊敬されている。動物が地面の近くを移動するため、地球のシンボルとされている。一部のキリスト教徒のイボ人にとって、ボールニシキヘビが村や私有地を歩き回るときは、細心の注意を払って扱われる。誤って殺された場合、多くのイボ族コミュニティはヘビの残骸のために小さな棺を作り、小さな葬式を行う。
・マンチェスター大学内にある、マンチェスター博物館の爬虫両生類学の学芸員であるアンドリューグレイによると、ロイヤルパイソンの命名由来は皇后クレオパトラ7世が好きだった蛇である事から、「ロイヤルパイソン (ラテン語のregius（意味：王立）に由来) 」が付けられたと主張。
・学名「Phython regius」はDumeril＆Bibronによって1844年に種として記載された。学名のregiusの由来はラテン語の"rex"から来ており、英語でKing（王）という意味である。

### 品種
現在は多くの品種が作出されている。
- アザンティック - 黄色色素の欠乏により、体色が象牙色や灰褐色（劣性遺伝）[8]。
- アルビノ（アメラニスティック） - 黒色色素の欠乏により、体色は白と黄色（劣性遺伝）[8]。
  - スノー - 黄色色素と黒色色素が欠乏（二重劣性遺伝）[8]。
  - ハイコントラストアルビノ - 成長しても体色と斑紋の境目が不明瞭にならない。（劣性遺伝）[8]。
  - ラベンダーアルビノ - 幼蛇はアルビノに類似するが、成蛇は体色が薄紫色で斑紋は黄色、虹彩は黄色で瞳孔は紫色。（劣性遺伝？）[8]。
- ハイポメラニスティック - 黒色色素が少なく、体色は濃紫色や淡黒色で斑紋は淡黄色（劣性遺伝）[8]。
  - ゴースト - 体色はノーマルよりも淡色の黒や濃褐色で、斑紋は淡黄緑色（劣性遺伝）[8]。
- パステル - 斑紋が透明感のある黄色や橙色だが、成長に伴い褐色がかる（共優性遺伝）[8]。
  - レモンパステル - 斑紋が淡黄色で、成長してもあまり褐色がからない（共優性遺伝）[8]。
- メラニスティック - 黒色色素が多い。
  - ダーク - 体色は黒く、斑紋は黒褐色だが成長しても黒化せずに明瞭[8]。
- リューシスティック - 白化。
  - パイボール - 胴体が部分的かつ不規則に白化する（劣性遺伝）[8]。

- ストライプ - 斑紋が繋がり縦縞になる。
- スパイダー - 体色と斑紋の色彩が逆転し、体色が黒いクモの巣状に見える。腹部は白く斑紋がない。
  - キラービー - スパイダーかつスーパーパステル（下記参照）
  - バンブルビー - スパイダーかつパステル（下記参照）
- ブラックバック - 背面に斑紋が少ない（もしくはない）、黒い縦縞が入ったようになる。

## 画像

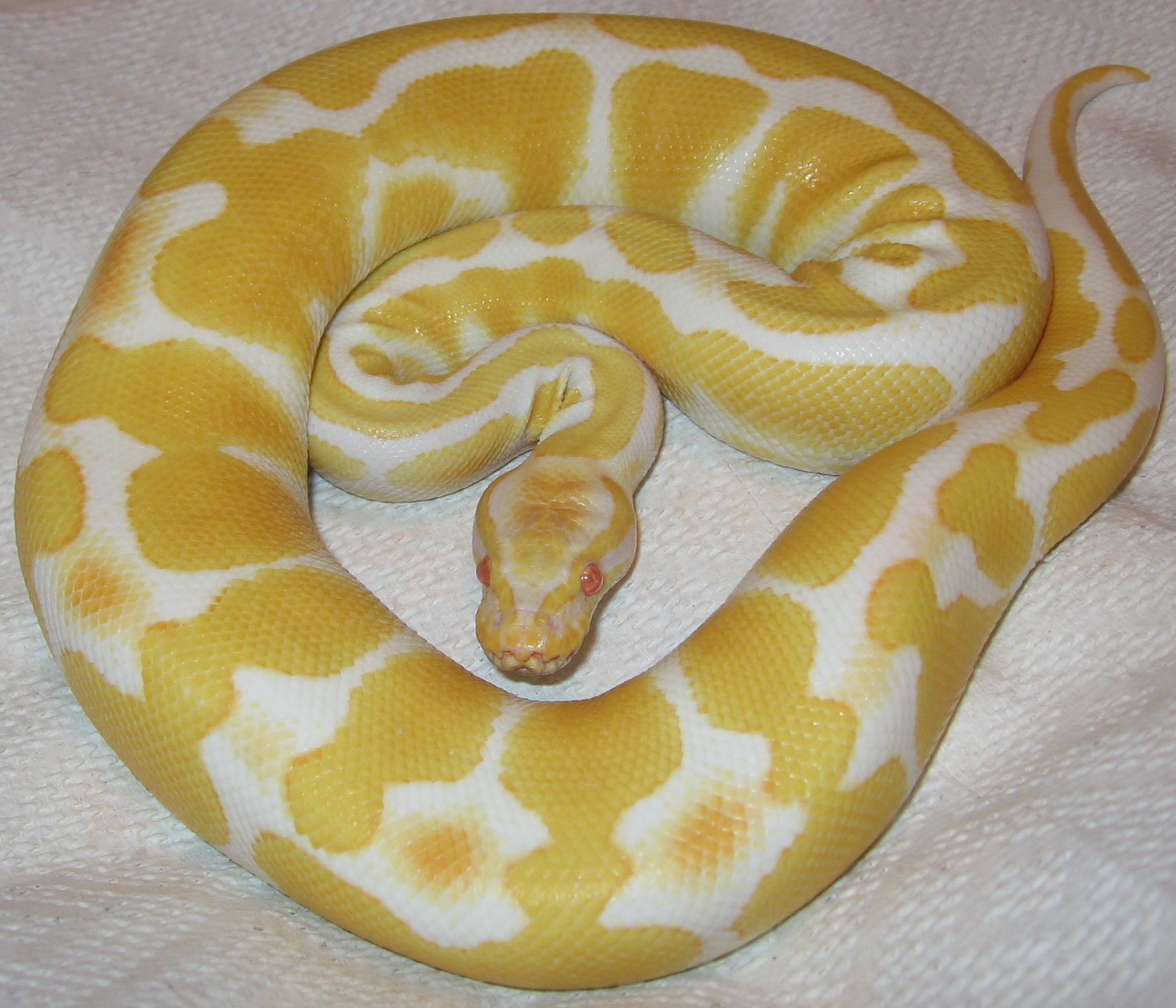
アルビノ